# Манипули
Манипула е подразделение в Републиканския легион, съставено от две центурии – предна (centuria prior), и задна (centuria posterior). Легионът до реформата на Гай Марий бил разделен на 30 манипули (от по 120 войници, с изключение на манипулите на триариите – по 60 войници).
Манипуларният строй се състоял от 3 линии, във всяка от които участвали по 10 манипули. Между линиите, както и вътре в самите тях, имало празни пространства, равни на фронта на една манипула. При построяването бойният ред бил шахматен – т. нар. quincunx: промежутъците на манипулите на хастатите били прикривани от манипулите на принципите; а те от своя страна – от манипулите на триариите.